# Jonchery-sur-Suippe
Jonchery-sur-Suippe ist eine französische Gemeinde mit 228 Einwohnern (Stand: 1. Januar 2022) im Département Marne in der Region Grand Est (bis 2015 Champagne-Ardenne). Sie gehört zum Arrondissement Châlons-en-Champagne und zum Gemeindeverband Région de Suippes. Die Bewohner werden Macriots genannt.

## Geografie
Die Gemeinde Jonchery-sur-Suippe liegt am Fluss Suippe, etwa 35 Kilometer ostsüdöstlich von Reims im Herzen der Champagne sèche, der „trockenen Champagne“, auch „lausige Champagne“ (Champagne pouilleuse) oder „kreidehaltige Champagne“ (Champagne crayeuse) genannt. Im Gegensatz zur weitgehend baumlosen Trockenen Champagne haben sich entlang des Flusslaufes der Suippe Auwaldreste erhalten. Das für die Landwirtschaft seit jeher unattraktive Gebiet wurde schon seit Mitte des 19. Jahrhunderts vorwiegend militärisch genutzt; so ist auch die südwestliche Hälfte des 24,78 km² umfassenden Gemeindegebietes von Jonchery-sur-Suippe Teil des Truppenübungsplatzes Camp de Mourmelon und somit militärisches Sperrgebiet. Östlich von Jonchery-sur-Suippe befindet sich mit dem Camp de Suippes ein noch größerer Truppenübungsplatz. Zur Gemeinde gehört der Weiler Chantereine. Umgeben wird Jonchery-sur-Suippe von den Nachbargemeinden Saint-Hilaire-le-Grand im Nordwesten und Norden, Souain-Perthes-lès-Hurlus im Nordosten, Suippes im Südosten, Cuperly im Süden sowie Vadenay und Mourmelon-le-Grand im Südwesten.

## Geschichte

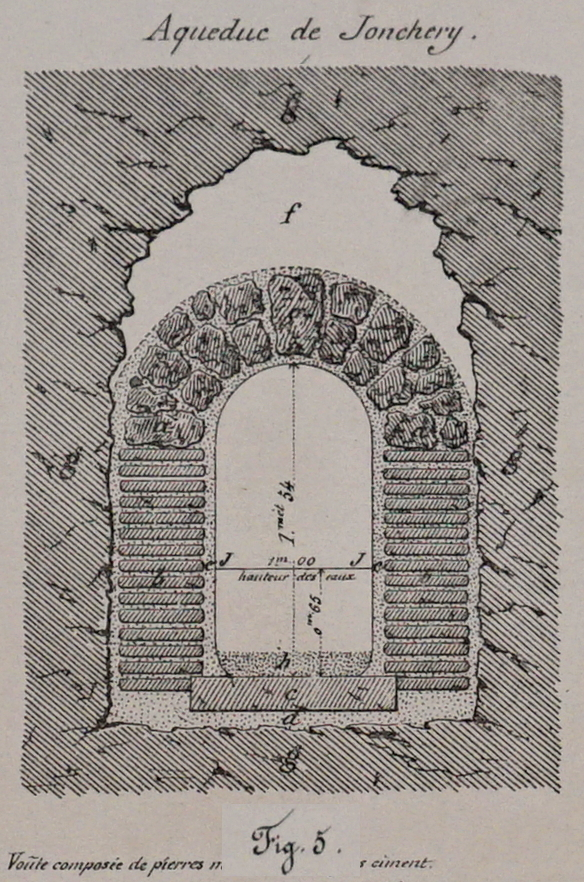
Zeichnung des Aquädukt-Querschnittes

In Jonchery-sur-Suippe begann der römische Aquädukt, der Wasser aus der Suippe nach Reims leitete – auf den ersten 44 Kilometern unterirdisch. Der Höhenunterschied betrug dabei 22 Meter. Der Aquädukt ist durch Ausgrabungen in den Jahren 1988 bis 1991 gut dokumentiert.
Während des Ersten Weltkrieges fanden im Gebiet um Jonchery heftige Kampfhandlungen statt. Aus diesem Grund liegt am Südrand des Dorfes mit 7200 Gräbern einer der zahlreichen Soldatenfriedhöfe der Champagne.
Kurz nach dem Zweiten Weltkrieg gab es Pläne, die Gemeinde zu zerstören und die Bewohner umzusiedeln, um die beiden großen Militärlager Camp de Suippes und Camp de Mourmelon zusammenzulegen. Erst 1952 wurden diese Pläne aufgegeben.

### Bevölkerungsentwicklung
| Jahr      | 1962 | 1968 | 1975 | 1982 | 1990 | 1999 | 2006 | 2013 | 2021 |
| Einwohner | 177  | 167  | 185  | 186  | 173  | 159  | 167  | 211  | 234  |

Im Jahr 1851 wurde mit 507 Bewohnern die bisher höchste Einwohnerzahl ermittelt. Die Zahlen basieren auf den Daten von cassini.ehess und INSEE.

## Sehenswürdigkeiten
- Kirche Saint-Pierre-ès-Liens
- Gefallenendenkmal
- Wasserturm
- Soldatenfriedhof des Ersten Weltkrieges (Nécropole nationale) mit Beinhaus (Ossuaire)

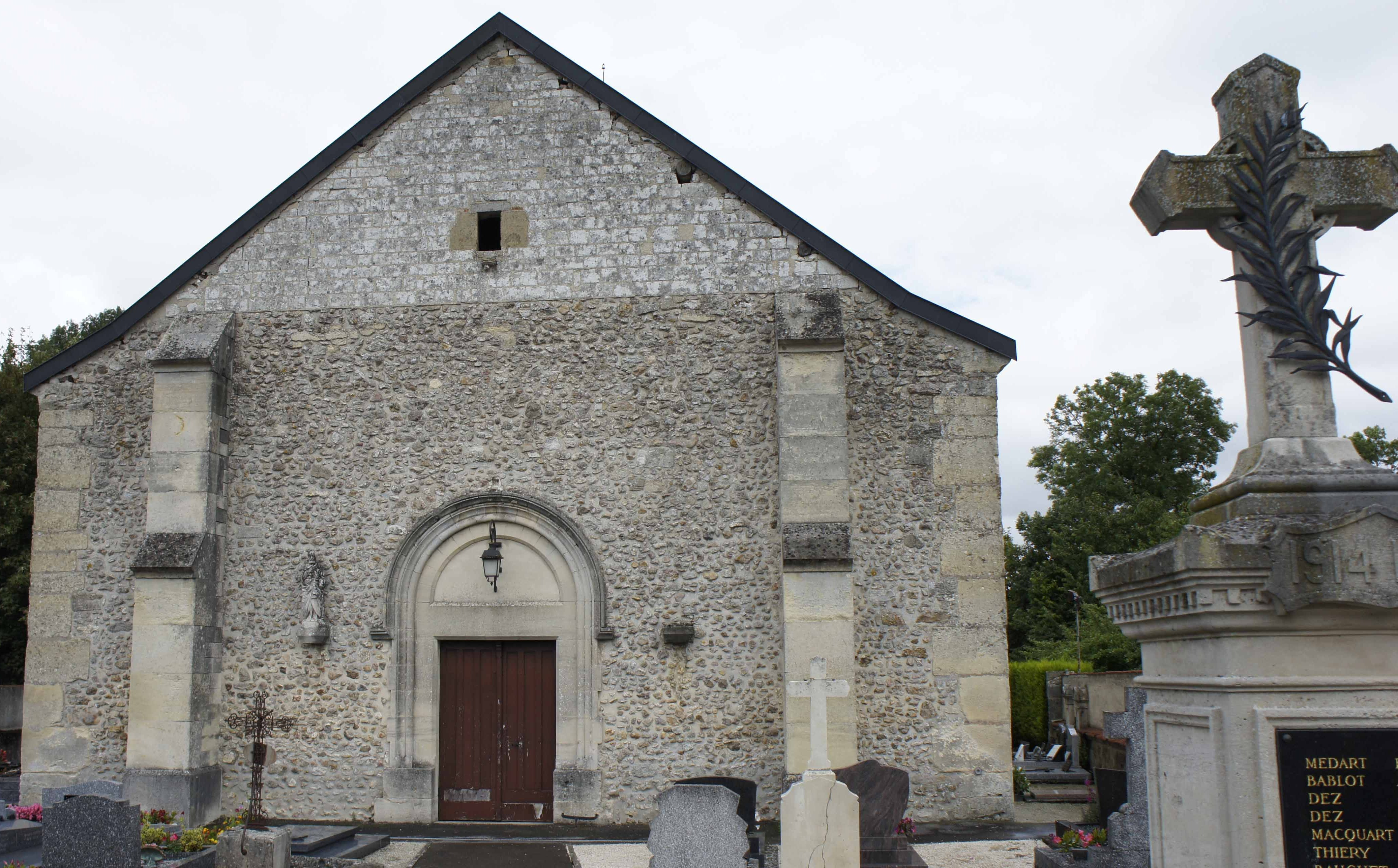
Kirche Saint-Pierre-ès-Liens und Gefallenendenkmal
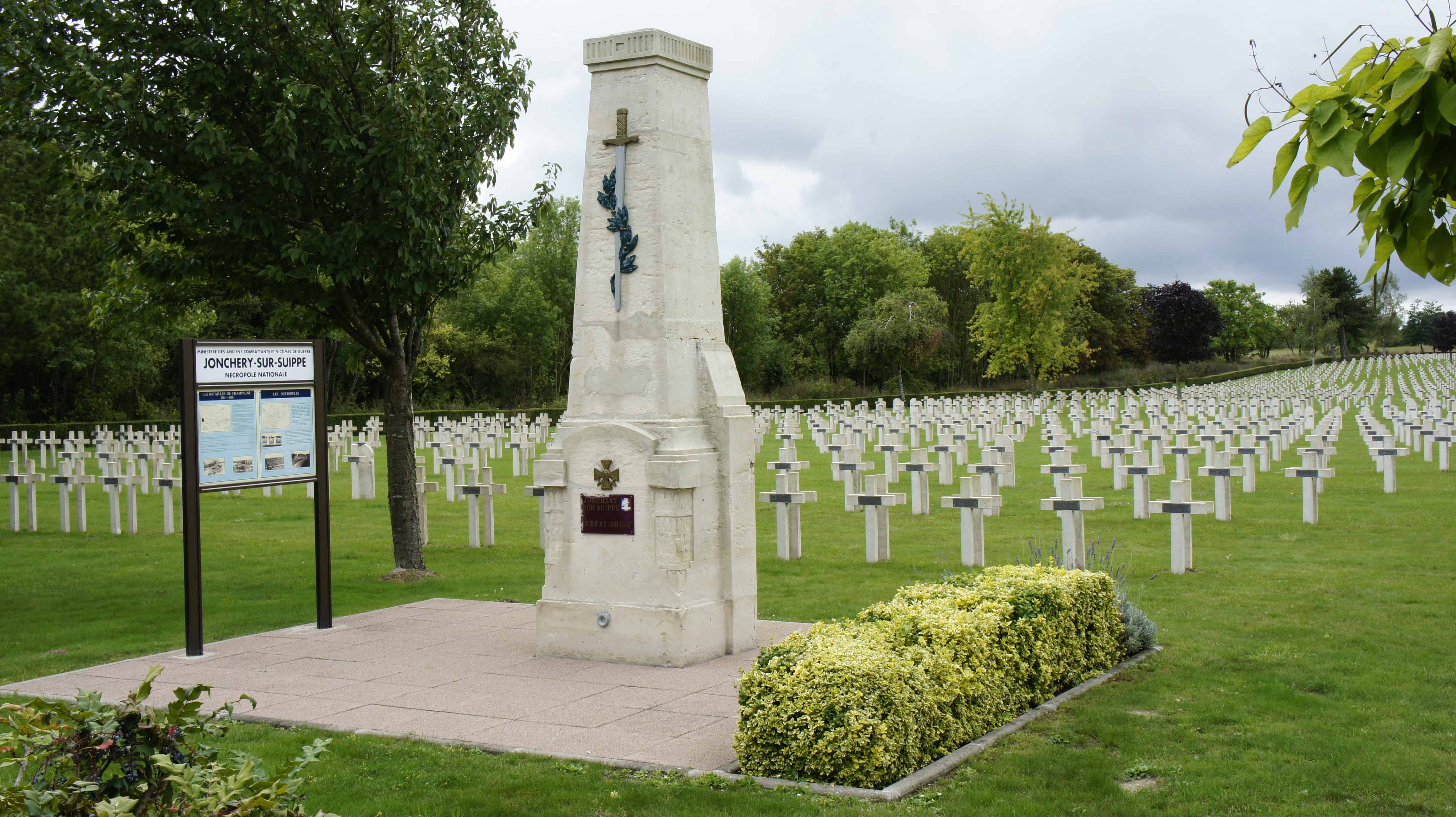
Soldatenfriedhof Jonchery
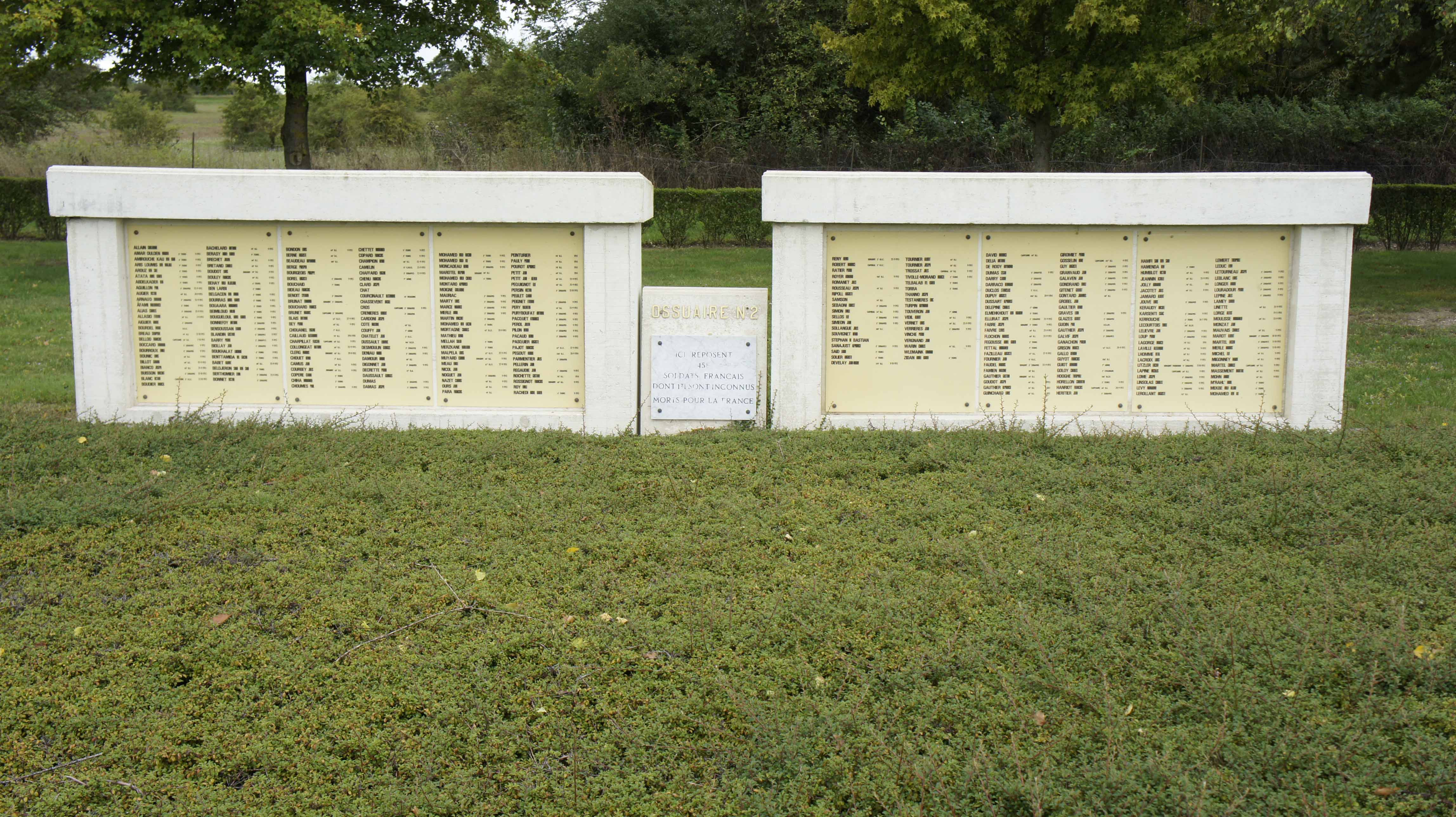
Beinhaus des Soldatenfriedhofs

Vom ehemaligen Fort de Jonchery ist auf Satellitenaufnahmen nur noch ein halbkreisförmiger bewaldeter Wall zu sehen. Es befand sich im Nordosten des Truppenübungsplatzes Camp de Mourmelon und diente als Ziel für Granaten.

## Wirtschaft und Infrastruktur
In Jonchery-sur-Suippe sind acht Landwirtschaftsbetriebe ansässig (Anbau von Getreide, Hülsenfrüchten und Ölsaaten, Viehzucht). Darüber hinaus gibt es eine kleine Weinkellerei.
Jonchery-sur-Suippe liegt an der Fernstraße D 931 von Reims nach Valmy. 18 Kilometer südlich von Jonchery besteht ein Anschluss an die Autoroute A 4 (Paris-Straßburg). Der 13 Kilometer westlich gelegene Bahnhof in Mourmelon-le-Petit liegt an der Bahnstrecke Châlons-en-Champagne–Reims.

## Belege
1. ↑  Geschichte von Jonchery, auf cc-regiondesuippes.com (französisch)
2. ↑  Jonchery-sur-Suippe, auf cassini.ehess.fr
3. ↑  Jonchery-sur-Suippe, auf insee.fr
4. ↑  Landwirtschaftsbetriebe, auf annuaire-mairie.fr (französisch)